# Talehsapia annandalei
Talehsapia annandalei är en ringmaskart som beskrevs av Fauvel 1932. Talehsapia annandalei ingår i släktet Talehsapia och familjen Pilargidae. Inga underarter finns listade i Catalogue of Life.